# The Sonogram at the End
"The Sonogram at the End" es el segundo episodio de la primera temporada de Friends, estrenado el 29 de septiembre de 1994 en Estados Unidos.

## Sinopsis
Ross recibe la noticia de su exesposa Carol de que será padre del niño que espera. Rachel se entera de que su amiga Mindy está en una relación con Barry, a quien dejó plantado en el altar. Y Jack y Judy Geller van a cenar a casa de Monica.
- Datos: Q6145228